# 俞敦培
俞敦培（?—?），字芝田，江蘇金匱縣（今江蘇無錫）人。
同治年間曾任樂平縣知縣。工詩、畫，好交遊。愛讀《紅樓夢》。晚年寓居雙江。其詩有“海棠紅得可人憐”句，流傳廣泛，故時人稱之「俞海棠」。《酒令叢鈔》四卷。